# Digitation
Ne doit pas être confondu avec Diffluence (glaciologie) ou Lobe glaciaire.
Une digitation est une langue de glace provenant du front glaciaire d'un glacier, d'une calotte glaciaire ou d'un inlandsis.
Les digitations proviendraient de la reminiscence des différentes parties d'un glacier correspondant aux glaciers adjacents venant grossir le glacier principal.
La présence de digitations sur la langue terminale d'un glacier est révélatrice d'une phase de recul d'un glacier.